# Kneajpil, Starîi Sambir
Kneajpil (în ucraineană Княжпіль) este localitatea de reședință a comunei Kneajpil din raionul Starîi Sambir, regiunea Liov, Ucraina.

## Demografie
Componența lingvistică a localității Kneajpil
     Ucraineană (99,85%)
     Alte limbi (0,15%)
Conform recensământului din 2001, majoritatea populației localității Kneajpil era vorbitoare de ucraineană (99,85%), existând în minoritate și vorbitori de alte limbi.